# Manuel Luis González Allende
Manuel Luis González Allende (Toro 1778 - Madrid 1847) fue un político y filántropo toresano de ideología progresista, diputado en las Cortes del Trieno y alto funcionario de la España de la época.

## Biografía
Tras estudiar las primeras letras en su localidad natal, acude a Salamanca en cuya Universidad estudia leyes y cánones. Al estallar la Guerra de la Independencia se significa en Toro por su capacidad organizativa en la lucha contra el ocupante francés. Finalizada la guerra, pasa a residir en Madrid, ciudad en la que llega a ser secretario del Banco de San Fernando.
Elegido diputado en las Cortes del Trieno, toma posesión de su cargo en julio de 1820, distinguiéndose desde la tribuna del Congreso en la defensa de la provincia de Toro, destacando además sus defensas de la libertad de imprenta y de la libertad de expresión. Denunció también en las Cortes el estado de la educación en las tierras de la actual provincia de Zamora, legando a su muerte un conjunto de bienes para la creación de una Fundación, la Fundación González Allende cuya actuación desde entonces ha sido clave para conservar el patrimonio histórico cultural en la ciudad de Doña Elvira.